# 昂古莱姆站
昂古莱姆站，是法国的一个铁路车站，位于法国西南部城市，夏朗特省省会昂古莱姆。

## 位置
昂古莱姆站位于昂古莱姆市区的东北部，夏朗特河左岸。车站大致呈南北走向，开口朝东。

## 车站历史
昂古莱姆站建于19世纪中期，最早由巴黎-奥尔良铁路公司运营，后被法国国家铁路公司收购。
第二次世界大战期间，昂古莱姆站曾遭受了严重的空袭。1944年6月15日，昂古莱姆站遭美军轰炸，造成140人遇难。
新的昂古莱姆站于二战后重建。

## 车站现状
昂古莱姆站是一个中等车站，站内有售票窗口、自动售票机及一个小型候车室。站内设有地下通道可与站台连接。昂古莱姆站还是一个老式无柱雨棚车站，但由于其长度较短（大约100米），因此一些重连TGV列车的车身会漏在雨棚之外。
昂古莱姆站现为一个重要的铁路枢纽，巴黎－波尔多铁路和利摩日—昂古莱姆—鲁瓦扬两个方向的铁路在此十字相交。建筑中的法国高速铁路大西洋线二期工程（图尔-波尔多段）将于2017年投入运营，该线路经过昂古莱姆市区范围内，并通过两条联络线与昂古莱姆站连接。待其通车后，巴黎-昂古莱姆的旅行时间将由现在的2小时35分钟缩短至1小时40分钟左右。

## 停靠线路
昂古莱姆每天开行前往巴黎、波尔多、里尔、斯特拉斯堡等地的TGV列车和前往利摩日、拉罗谢尔、利布尔讷等地的TER列车，其中"波尔多—斯特拉斯堡"和"波尔多—里尔"两条线路的大多数TGV列车在马恩拉瓦莱-谢西站和波尔多圣让站之间采用重连的方式运行。
以下列车线路在昂古莱姆站停靠：
| 昂古莱姆站列车线路表              |                     |                                             |                 |                 |
| 线路                              | 车种                | 上一站                                      | 下一站          | 大致运行频率    |
| 巴黎—波尔多/阿尔卡雄              | TGV                 | 巴黎蒙帕纳斯/圣皮耶尔德科尔/沙泰勒罗/普瓦捷 | 利布尔讷/波尔多 | 每天7趟左右     |
| 巴黎—波尔多                       | INTERCITÉS 100% éco | 普瓦捷                                      | 波尔多          | 每周2~3趟       |
| 里尔欧洲/弗朗德/斯特拉斯堡—波尔多 | TGV                 | 未来影视城/普瓦捷                           | 波尔多          | 每天4趟左右     |
| 普瓦捷—昂古莱姆                   | TER                 | 吕克塞                                      | （终点）        | 每天2~5趟       |
| 普瓦捷—圣特/鲁瓦扬                | TER                 | 吕克塞                                      | 夏朗特河畔新堡  | 每天1~2趟       |
| 昂古莱姆站—圣特/鲁瓦扬            | TER                 | （起点）                                    | 夏朗特河畔新堡  | 每天8趟左右     |
| 昂古莱姆站—拉罗谢尔               | TER                 | （起点）                                    | 夏朗特河畔新堡  | 每天1~2趟       |
| 赛亚-沙瑟农→昂古莱姆              | TER                 | 吕约勒                                      | （终点）        | 每周3趟（单向） |
| 利摩日—昂古莱姆                   | TER                 | 拉罗什弗科/吕约勒                           | （终点）        | 每天4趟左右     |
| 昂古莱姆—库特拉/利布尔讷/波尔多   | TER                 | （起点）                                    | 蒙默洛          | 每天6趟左右     |
| 1.                                |                     |                                             |                 |                 |

## 配套交通

### 大巴车
昂古莱姆站对应的大巴车上下车地点就位于车站前方。
| 停靠昂古莱姆站的大巴车 |                                                         |                                                                          |
| 上下车地点             | 运营单位                                                | 主要目的地                                                               |
| 昂古莱姆站             | Flixbus                                                 | 里昂、克莱蒙费朗、蒙吕松、盖雷、利摩日、波尔多                           |
| 昂古莱姆站             | 夏朗德省城际客运 CITRAM Charente （页面存档备份，存于） | 德罗讷河畔奥贝泰尔、居拉、干邑、巴尔贝齐厄圣伊莱尔、圣梅姆莱卡尔里埃     |
| 昂古莱姆站             | 托朗运业 Thorin （页面存档备份，存于）                  | 孔福朗、蒙布隆、圣昂若                                                   |
| 昂古莱姆站             | 多尔多涅省城际客运 Transpérigord                        | 佩里格                                                                   |
| 昂古莱姆站             | SNCF                                                    | 蓬（当某条铁路线施工或罢工时，SNCF可能会提供途径该线路沿途站点的大巴车） |
| 1. 2. 3.               |                                                         |                                                                          |

### 市内交通
| 昂古莱姆站附近的市内公共交通线路 |                |          |
| 公交车站名称                     | 位置           | 停靠线路 |
| Gare SNCF                        | 昂古莱姆站门口 | 1路和2路 |
| 1.                               |                |          |

## 临近车站
| 昂古莱姆站（Gare d'Angoulême） |                      |                  |
| 上行车站                       | 线路                 | 下行车站         |
| 吕克塞站                       | 巴黎－波尔多铁路     | 蒙默洛站         |
| （起点）                       | 昂古莱姆－圣特铁路   | 夏朗特河畔新堡站 |
| 吕约勒站                       | 利摩日－昂古莱姆铁路 | （终点）         |
| - 本表仅显示运营中的线路及车站 |                      |                  |